# 天円山
天円山（あまがつぶやま）は、徳島県鳴門市にある山である。別名は天ヶ津峰（あまがつみね）、天ヶ円。地元民からは「あまがっつぁん」と呼ばれている。標高434.3m。

## 地理
讃岐山脈の東端近く、鳴門市のほぼ中央に位置。鳴門市大麻町大谷の集落の北方3kmに位置し、大谷の大谷川と大麻町板東の樋殿谷川の分水嶺を構成する。
板野郡史および国土地理院の地形図では「天円山」と表記されているが、「天ヶ津峰」と表記されることもある。天円山という名の由来は不明とされている。
山頂からは、ウチノ海、鳴門海峡、淡路島、大手海岸、吉野川など、広範囲に渡って展望できる他、山頂には天鈿女命を祀る天ヶ津神社が建てられている。
山腹には「猿の墓」と「猟師の墓」があり、昔、樋殿谷の大猿が大麻比古神社の鐘を持ち運んだりして、人々に危害を加えていたところ、播磨国の猟師が退治しに行ったが返り討ちにあってしまった。その知らせを聞いた猟師の弟が、この地を訪れ兄の仇を討った。「猿の墓」と「猟師の墓」は、その大猿の墓と猟師の墓のことである。